# 야기니시구치역
야기니시구치역(일본어: 八木西口駅)은 일본 나라현 가시하라시에 위치한 긴키 닛폰 철도 가시하라 선의 철도역이다. 역 번호는 B 40이며, 상대식 승강장 2면 2선의 구조를 갖춘 지하역이다.

## 타는 곳
| 1 | B 가시하라 선 | 하행 | 가시하라진구마에 · 요시노 · 오사카아베노바시 방면                                                                  |
| 2 | B 가시하라 선 | 상행 | 야마토야기 · 덴리 · 야마토사이다이지 · 나라 · 교토 · 오사카우에혼마치 · 오사카난바 · 아마가사키 · 고베산노미야방면 |

## 이용 현황
- 1일 이용 기준 5,000명

## 역 주변
- 가시하라 시청
- 법무국 가시하라 출장소
- 나라 현립 의료 대학 · 부속 병원
- 히라오 병원
- 헤이세이 기념 병원
- 가시하라 시티 호텔
- JR 서일본 사쿠라이 선 우네비역

## 인접 역
| 긴키 닛폰 철도 B 가시하라 선         | 긴키 닛폰 철도 B 가시하라 선 | 긴키 닛폰 철도 B 가시하라 선             |
| ------------------------------------ | ---------------------------- | ---------------------------------------- |
| B39 야마토야기 야마토사이다이지 방면 | B 가시하라 선                | 우네비고료마에 B41 가시하라진구마에 방면 |